# Wöstengosse
Die Wöstengosse ist ein knapp fünf Kilometer langer Zufluss des Eltingmühlenbachs. Sie bildet als Grenzbach die knapp 120 m lange Grenze zwischen Ostbevern und Greven.

## Geographie
Die Wöstengosse entspringt beim Hof Wiegert und zieht nach ihrer Entstehung unter der Rollbahn und südlich von Brock vorbei. Das Gewässer fließt dem Eltingmühlenbach zu, der ab dem Hof Korthorst die Grenze zwischen Ostbevern und Greven bildet, und bestimmt selbst für etwa 120 m diese Grenze.